# British Home Championship 1928/29
De British Home Championship van 1928/29 was de 41e editie van de British Home Championship. Het toernooi werd gehouden van 22 oktober 1928 tot en met 13 april 1929. Schotland werd kampioen.

## Eindstand
| Team          | Gsp | W | G | V | DV | DT | DS | Ptn |
| ------------- | --- | - | - | - | -- | -- | -- | --- |
| Schotland     | 3   | 3 | 0 | 0 | 12 | 5  | +7 | 6   |
| Engeland      | 3   | 2 | 0 | 1 | 5  | 4  | +1 | 4   |
| Wales         | 3   | 0 | 1 | 2 | 6  | 9  | –3 | 1   |
| Noord-Ierland | 3   | 0 | 1 | 2 | 6  | 11 | –5 | 1   |

## Wedstrijden
|                                    |                              |       |                  |                                                                                   |
| 22 oktober 1928 «onderlinge duels» | Engeland                     | 2 – 1 | Noord-Ierland    | Goodison Park, Liverpool Toeschouwers: 25.000 Scheidsrechter: Evan Sambrook (WAL) |
| 22 oktober 1928 «onderlinge duels» | Joe Hulme 26' Billy Dean 77' |       | 32' Joe Bambrick | Goodison Park, Liverpool Toeschouwers: 25.000 Scheidsrechter: Evan Sambrook (WAL) |

|                                                    |                                               |       |                        |                                                                                   |
| 27 oktober 1928 «onderlinge duels» 15:00 uur (UTC) | Schotland                                     | 4 – 2 | Wales                  | Ibrox Stadium, Glasgow Toeschouwers: 50.421 Scheidsrechter: Harry Kingscott (ENG) |
| 27 oktober 1928 «onderlinge duels» 15:00 uur (UTC) | Hughie Gallacher 25', 42', 49' Jimmy Dunn 56' |       | 12', 75' Willie Davies | Ibrox Stadium, Glasgow Toeschouwers: 50.421 Scheidsrechter: Harry Kingscott (ENG) |

|                                                     |                                 |       |                                    |                                                                             |
| 17 november 1928 «onderlinge duels» 15:00 uur (UTC) | Engeland                        | 2 – 3 | Wales                              | Vetch Field, Swansea Toeschouwers: 22.000 Scheidsrechter: Willie Bell (SCO) |
| 17 november 1928 «onderlinge duels» 15:00 uur (UTC) | Jack Fowler 56' Fred Keenor 88' |       | 11', 25' Joe Hulme 86' Ernest Hine | Vetch Field, Swansea Toeschouwers: 22.000 Scheidsrechter: Willie Bell (SCO) |

|                                    |                                |       |                                              |                                                                                         |
| 2 februari 1929 «onderlinge duels» | Wales                          | 2 – 2 | Noord-Ierland                                | Racecourse Ground, Wrexham Toeschouwers: 12.000 Scheidsrechter: Joseph Pennington (ENG) |
| 2 februari 1929 «onderlinge duels» | Billy Mays 46' Fred Warren 50' |       | 10' Jackie Mahood 70' (pen.) Andy McCluggage | Racecourse Ground, Wrexham Toeschouwers: 12.000 Scheidsrechter: Joseph Pennington (ENG) |

|                                                     |                                       |       |                                                                        |                                                                              |
| 23 februari 1929 «onderlinge duels» 15:00 uur (UTC) | Noord-Ierland                         | 3 – 7 | Schotland                                                              | Windsor Park, Belfast Toeschouwers: 35.000 Scheidsrechter: Albert Fogg (ENG) |
| 23 februari 1929 «onderlinge duels» 15:00 uur (UTC) | Dick Rowley 16', 42' Joe Bambrick 58' |       | 3', 9', 14', 51' Hughie Gallacher 33', 82' Alex Jackson 76' Alex James | Windsor Park, Belfast Toeschouwers: 35.000 Scheidsrechter: Albert Fogg (ENG) |

|                                                  |                 |       |          |                                                                                  |
| 13 april 1929 «onderlinge duels» 15:00 uur (UTC) | Schotland       | 1 – 0 | Engeland | Hampden Park, Glasgow Toeschouwers: 110.512 Scheidsrechter: Arnold Josephs (ENG) |
| 13 april 1929 «onderlinge duels» 15:00 uur (UTC) | Alex Cheyne 90' |       |          | Hampden Park, Glasgow Toeschouwers: 110.512 Scheidsrechter: Arnold Josephs (ENG) |